# Пуйзе
Пу́йзе (ест. Puise küla) — село в Естонії, у волості Рідала повіту Ляенемаа.

## Населення
Чисельність населення на 31 грудня 2011 року становила 36 осіб.

## Географія
Село розташоване на півострові Пуйзе (Puise poolsaar) на березі протоки Вяйнамері.
Через населений пункт проходить автошлях 16112 (Тууру — Пуйзе).